# Godthaabskirken
Godthaabskirken ligger på Nyelandsvej i Frederiksberg Kommune.

## Historie
Kirkens arkitekt var Gotfred Tvede.

## Kirkebygningen
- Indgang

## Interiør
- Kirkerummet
- Kirkerummet set fra alteret
- Kor
- Mindesmærke over kirkens første præst.

### Alter
- Alter

### Prædikestol
- Prædikestol

### Døbefont
- Døbefont

### Orgel
- Orgelfacade

## Gravminder
Tekst mangler, hjælp os med at skrive teksten